# Trans Europe Halles
Trans Europe Halles - sieć zrzeszająca niezależne instytucje i centra kultury z całej Europy. Istnieje od 1983 roku, aktualnie jej członkami są 162 instytucje i centra kultury z ponad 40 krajów. 
Trans Europe Halles to platforma wymiany doświadczeń, wsparcia i współpracy pomiędzy jej członkami. Większość instytucji zrzeszonych w sieci działa w przestrzeniach postindustrialnych - dawnych drukarniach, pofabrycznych halach, stacjach kolejowych, wojskowych koszarach itp. 
Miejsca te (centra kultury zrzeszone w sieci TEH) powstały w wyniku aktywności grup ludzi, którzy chcą podejmowaniem działań artystycznych wpływać na rozwój społeczności lokalnej. Wszystkie je łączy również idea niezależności, oddolności, wspierania młodej generacji artystów, odkrywania nowych talentów i realizowania działań innowacyjnych w przestrzeni kultury i sztuki.
W Polsce do sieci należy jedynie Stowarzyszenie Skład Solny zrzeszające artystów i organizacje pozarządowe działające w budynku dawnego Składu Solnego w Krakowie. Do sieci zostało przyjęte w 2025 roku w czasie 99 konferencji TEH W Sofii.
Trans Europe Halles jest członkiem EFAH.